# Texas hold 'em
Texas hold 'em je varianta pokeru. Stala se nejhranější karetní hrou nejen v evropských a amerických kasinech, ale také v hernách na internetu. Peněžní odměny pro vítěze největších světových turnajů, jako je World Poker Tour nebo série turnajů nazvaná World Series of Poker, se pohybují v řádech milionů dolarů. Největší internetové herny mají ve špičce více než 200 000 připojených hráčů. Poker se tak stává jedním z nejrychleji rostoucích herních průmyslů. Odhaduje se, že v roce 2005 přesáhl obrat pokerových heren na internetu 50 miliard USD.
Cílem hry je získat co nejvíc peněz.

## Pravidla

### Dealer, malý a velký blind

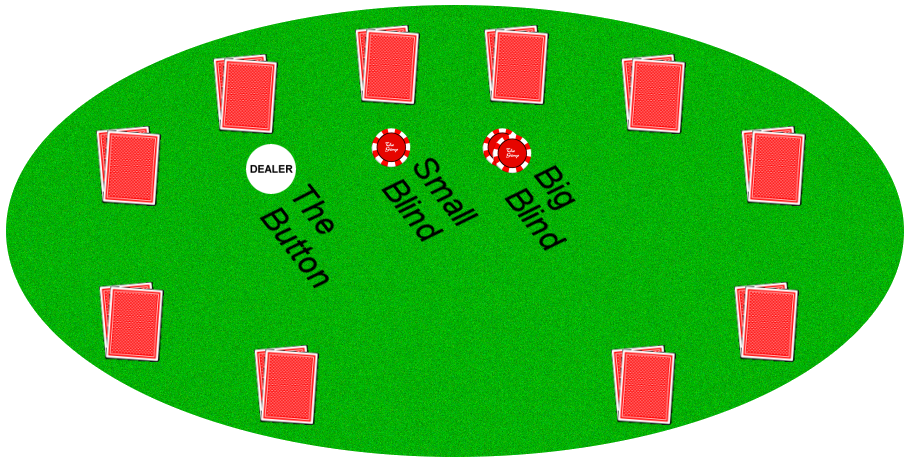
Standardní pokerový stůl s vyznačením rozdávajícího (dealer), malé a velké povinné sázky(small- a big blind)

Hraje se u stolu, kde sedí dva nebo více hráčů; teoretický maximální počet hráčů by mohl být až 22, obvykle však hraje u stolu maximálně 10 hráčů. V pokeru je jedno důležité místo. Je to pozice hráče označeného jako dealer (rozdávající). Toto místo se po každé hře posouvá o jednoho hráče po směru hodinových ručiček a pro přehlednost je označeno velkou kulatou značkou, obvykle je označenou nápisem „Dealer“, a to i v případě, že rozdává krupiér. Ve hře bez krupiéra rozdává právě dealer. Před začátkem každé hry se zamíchají karty. Před rozdáním posílají do hry dva hráči povinné sázky. Takzvaný malý a velký blind. Tuto sázku musí učinit ještě před tím, než jsou jim rozdány karty. Malý blind sedí nalevo od dealera (a další kolo se stane dealerem). Velký blind sedí nalevo od malého blindu a další kolo se stane malým blindem. Malý blind je obvykle polovina velkého blindu.

### Ante
V některých turnajích v pozdější fázi všichni hráči posílají do hry před rozdáním ještě další povinnou sázku, zvanou ante. Ta je obvykle desetinová v porovnání s velkým blindem. Rozdíl mezi ante a blindy spočívá v tom, že pokud blindy chtějí v prvním sázkovém kole vstoupit do hry, považuje se blind za součást jejich vkladu v rámci prvního sázkového kola. Ante naproti tomu leží v banku a není součástí žádné budoucí sázky hráče.

### Dvě karty

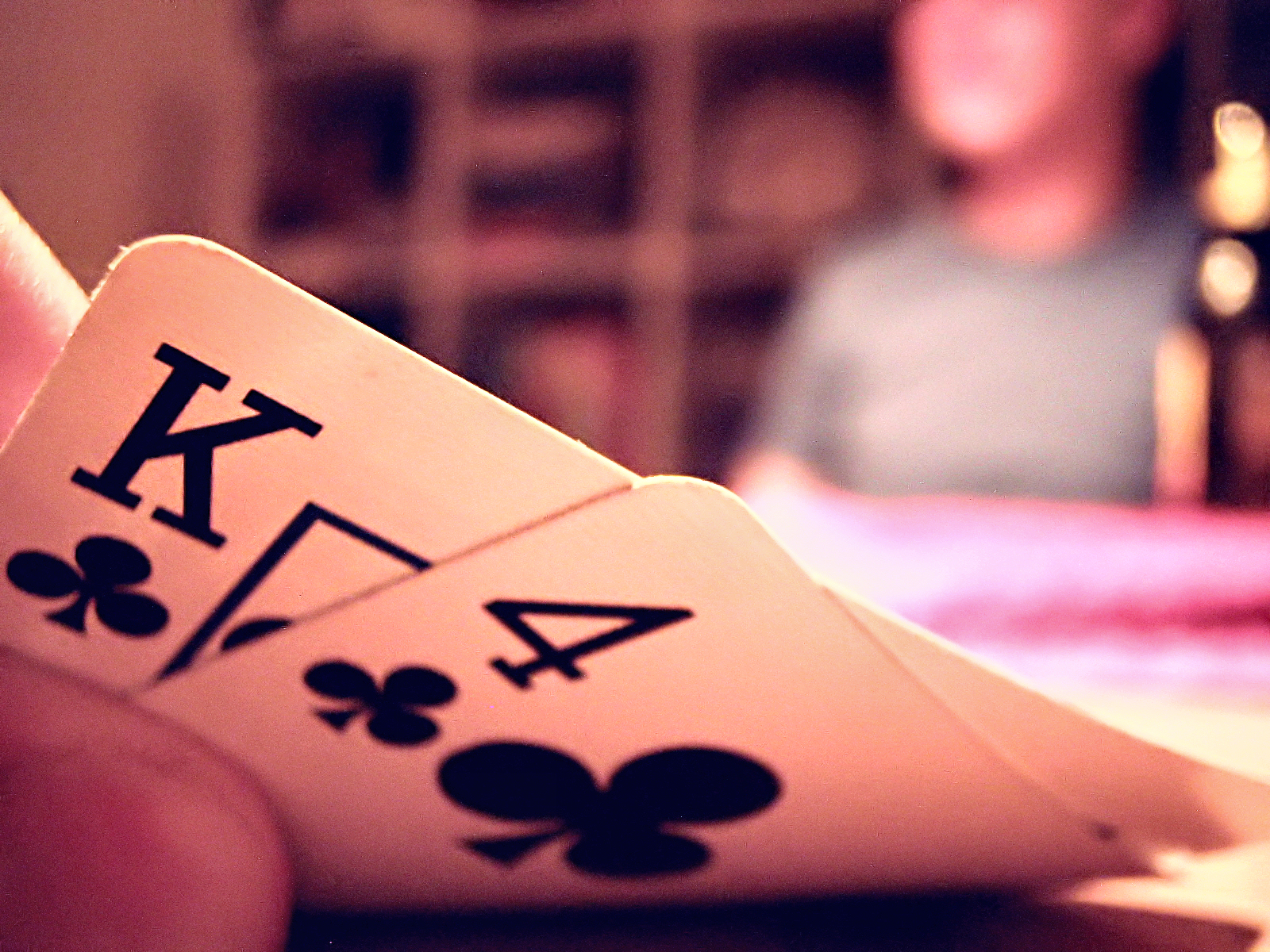
Dvě karty, které vidí jen hráč sám

Po povinných sázkách následuje rozdání karet. Každý hráč dostane dvě karty, které jsou ostatním hráčům skryty. Po rozdání karet začíná první sázkové kolo. Velikost sázky, kterou hráč může poslat, se liší podle varianty hry. Ve hrách s limitem je maximální navýšení v prvním a druhém sázkovém kole velký blind a v dalších kolech dva velké blindy. Ve hrách typu pot limit může sázka v každém okamžiku být maximálně do výše žetonů, které do té doby ostatní hráči vložili do hry. Asi nejpřitažlivější je varianta no limit, kde každý hráč v každém kole může do hry vsadit všechny žetony, které si do hry přinesl. V prvním sázkovém kole může hráč buď dorovnat velkou povinnou sázku, navýšit povinnou sázku, nebo položit karty. Každé navýšení musí být v minimální výši velké povinné sázky. Výjimku tvoří jen situace, kdy hráč nemá dostatek žetonů před sebou na dorovnání sázky nebo navýšení o velký blind. V této situaci může vsadit všechny žetony, které má před sebou bez ohledu na jejich konkrétní počet. Aby se hráč mohl partie zúčastnit, musí buď dorovnat nejvyšší dosavadní sázku soupeře před ním, na začátku tedy velký blind, nebo pokud nemá dostatek žetonů, vsadit do hry všechny zbývající žetony. Ve variantě limit lze sázku navýšit maximálně třikrát a po případném třetím navýšení už lze jen dorovnat. Ve variantě bez limitu není limit na počet možných navýšení. Hráč, který se chystá položit v situaci, kdy po jeho položení zůstanou ve hře alespoň dva hráči, nesmí ukázat své karty. Je to proto, aby ostatní nemohli spočítat své šance na výhru s využitím informace o tom, které karty chybí v balíčku. Hráč, který položí karty kdykoli před ukazováním, se již dané hry neúčastní a o žetony, které do hry vsadil, bojují zbývající hráči.

### Flop
Pokud ve hře zůstanou alespoň dva hráči, na stůl se vyloží tři společné karty hlavou nahoru. Tyto karty se označují jako flop. Po jejich vyložení, v případě, že alespoň dva hrající hráči mají před sebou ještě nějaké žetony, následuje druhé kolo sázek. V tomto kole již neexistuje sázka, kterou by bylo nutné ze začátku dorovnávat, a tak je možné nevsadit, a přesto zůstat ve hře, pokud nevsadí někdo ze soupeřů (tzv. check). Toto i všechna další sázková kola začíná malý blind nebo první hráč ve směru hodinových ručiček od malého blindu, který ještě zůstal ve hře a zbývají mu ještě žetony. Pravidla sázení jsou obdobná jako v prvním kole.

### Turn
Zůstanou-li ve hře alespoň dva hráči, následuje čtvrtá společná karta na stole hlavou nahoru. To je turn. Po jejím vyložení, v případě, že alespoň dva hrající hráči mají před sebou ještě nějaké žetony, následuje třetí kolo sázek.

### River
Zůstanou-li ve hře alespoň dva hráči, následuje pátá společná karta na stole hlavou nahoru. To je river. Po jejím vyložení, v případě, že alespoň dva hrající hráči mají před sebou ještě nějaké žetony, následuje poslední kolo sázek.

### Showdown
Pokud po posledním kole sázek zbývají ve hře alespoň dva hráči, následuje vyložení karet. První ukazuje ten, kdo naposledy sázel, poslední může ten, kdo naposledy dorovnával. Ten, kdo naposledy sázel, ukáže svou kombinaci. Hráč, který je dál na řadě, ukáže svou kombinaci v případě, že je silnější než nejsilnější ukázaná kombinace nebo je silná dost na to, aby měla šanci vyhrát část banku. Pokud jeho kombinace není dost silná, má hráč možnost rozhodnout se, zda své karty ukáže, nebo je schová.

### Výplata výhry
Hlavní bank vyhrává hráč s nejsilnější kombinací. Pokud se stalo, že v průběhu sázení dal nějaký hráč do hry všechny své žetony a tento hráč vyhraje, dostane z banku pouze do výše dorovnání jeho žetonů ostatními soupeři. Zbytek banku si rozdělí ostatní podle stejných pravidel. Pokud má karetní kombinace několika hráčů stejnou hodnotu, dělí se příslušný bank mezi ně. Pokud to nelze rozdělit rovným dílem, zbytek po dělení banku počtem hráčů v žetonech získá výherce nejblíže dealerovi proti směru hodinových ručiček.

### Hrací žetony
Hru lze hrát o žetony, které přímo odpovídají penězům. Pak si hráč v kterémkoli okamžiku může proměnit své žetony na peníze a odejít od stolu. V případě, že všechny své žetony prohraje, může je dokoupit.

### Turnajový poker
Další variantou je turnajový poker. Hráč si koupí za daný vklad žetony. Turnaj se hraje do doby, než jeden hráč získá všechny žetony soupeřů a stává se vítězem. Ostatní hráči musí své žetony prohrát. V některých turnajích může hráč v průběhu první fáze hry dokupovat žetony. Nikdy ale nelze žetony prodat zpět. Hráč musí buď z turnaje vypadnout s nulovým počtem žetonů nebo turnaj vyhrát. Pořadí hráčů v turnaji se sestaví podle opačného pořadí vypadnutí. Peníze, které všichni vložili na zápisném do turnaje si rozdělí nejlepší hráči.

## Výherní kombinace
Při závěrečném ukázání rozhoduje síla karetní kombinace. Každý hráč má k dispozici dvě soukromé karty a pět společných, vyložených na stole. Z těchto sedmi karet sestavuje nejsilnější možnou kombinaci pěti karet. Nejsilnější pětikaretní kombinace vyhrává.
Hodnota karty je určena číslem nebo písmenem na ní uvedeným. Nejvyšší kartou je A eso (výjimkou je postupka, kde lze ji použít jako kartu s hodnotou 1), následují K, Q, J, 10, 9, 8, 7, 6, 5, 4, 3, 2. Všechny barvy karet jsou rovnocenné.
Výherní kombinace od nejvyšší po nejnižší jsou následující:
Royal flush (královská postupka) je čistá postupka (postupka, ve které všechny karty mají stejnou barvu) z pěti karet s esem na konci. Hráč mající tuto kombinaci (např. srdcové 10, J, Q, K, A) s jistotou zvítězí; pokud by se všech pět karet této kombinace objevilo jako společné karty na stole, dělí se bank mezi všechny hráče, kteří zůstali ve hře.
Straight flush (přímá postupka) je čistá postupka zakončená nižší kartou než A. V případě, že více hráčů má straight flush, vítěz je ten, kdo má tuto postupku zakončenou vyšší kartou. V případě shody se bank dělí. Eso zde funguje jako nejnižší karta.
Four of kind (poker) je čtveřice, tzn. čtyři karty stejné hodnoty (např. čtyři šestky). V případě, že má více hráčů poker a ve hře není silnější kombinace, rozhoduje o vítězi hodnota pokru (esový poráží králový). V případě shody rozhoduje velikost páté karty; pokud i ta je shodná, bank se dělí.
Full house je trojice a dvojice (například tři sedmičky a dvě desítky). V případě, že více hráčů má fullhouse a ve hře není silnější kombinace, rozhoduje o vítězi hodnota trojice. V případě shody rozhoduje hodnota dvojice. V případě shody se bank dělí.
Flush (barva) je pět karet libovolné hodnoty, ale stejné barvy (např. pikové eso, desítka, osmička, sedmička a dvojka). Má-li více hráčů flush a ve hře není silnější kombinace, rozhoduje nejvyšší karta flushe, v případě shody druhá největší, v případě shody třetí nejvyšší, v případě shody druhá nejnižší, v případě shody nejnižší. V případě stejné hodnoty všech karet flushe se bank dělí.
Straight (postupka) je špinavá postupka (např. křížová pětka, srdcová šestka, piková sedmička, srdcová osmička a kárová devítka). Má-li straight více hráčů a ve hře není silnější kombinace, vítěz je ten, kdo má tuto postupku zakončenou vyšší kartou. V případě shody se bank dělí. Eso může fungovat jako karta nejvyšší, ale i jako karta nejnižší.
Three of kind (trips) je trojice (např. tři králové). V případě, že ve hře není silnější kombinace a více hráčů má trojici, rozhoduje o vítězi hodnota trojice. V případě shody rozhoduje hodnota vyšší ze dvou doplňujících karet, v případě shody nižší z nich, v případě shody se bank dělí.
Two pair (dva páry) jsou dvě dvojice (např. dvě trojky a dvě čtyřky). V případě, že ve hře není silnější kombinace a více hráčů má dvě dvojice, rozhoduje o vítězi vyšší hodnota z dvojic. V případě shody rozhoduje hodnota nižší dvojice. V případě shody rozhoduje pátá karta, a pokud je i ta stejná, bank se dělí.
Pair (pár) je dvojice (např. dvě pětky). Pokud nikdo z hráčů nedrží lepší kombinaci než dvojici, rozhoduje její hodnota o vítězi. V případě shody rozhoduje nejvyšší ze tří doplňujících karet, v případě shody druhá nejvyšší, v případě shody nejnižší, v případě shody se bank dělí.
High card (nejvyšší karta) je vysoká karta. Pokud nikdo nemá lepší kombinaci, rozhoduje o vítězi nejvyšší z pěti karet, v případě shody rozhoduje druhá nejvyšší, v případě shody třetí nejvyšší, v případě shody druhá nejnižší, v případě shody nejnižší, v případě shody se bank dělí.

## Slovník
- Call znamená dorovnat.
- Raise znamená dorovnat a přihodit.
- Check znamená, že nemáte v plánu toto kolo sázet.
- Bet znamená vsadit po vyložení flopu, turnu a riveru.
- All in znamená vsadit vše.
- Fold znamená zahodit karty.
- Muck znamená neukazovat karty, pokud nemají vliv na výsledek (např. soupeř před vámi ukázal karty a má silnější kombinaci).

## Herní strategie
Hráči se obvykle během hry snaží odhadnout své šance na výhru s ohledem na své karty, dosud vyložené karty a sázky soupeřů. Protože ve většině her nedojde k ukazování karet, je významné odhadnout jednak své šance na výhru při případném ukazování, ale také šanci, že ostatní soupeři položí karty po sázce hráče.
V některých případech sázejí hráči hodně žetonů s kombinací, která při závěrečném ukazování nemá velkou šanci vyhrát, a předpokládají, že ostatní hráči položí karty. Takovému způsobu hry se říká blafování a jeho úspěšnost závisí ve hrách no limit často na počtu žetonů hráče, a tedy na tlaku, který může svými žetony vyvinout na soupeře.
V pokeru existuje mnoho strategií: od agresivních, kdy hráči často navyšují sázky a nutí soupeře ke skládání, až po pasivní, kdy hráči málo sázejí, často sázky pouze dorovnávají a spoléhají na vítězství při případném ukazování.

## Sport
Mnoho lidí[kdo?] poker považuje za sport. Je to hra, ve které lze poměřit síly s ostatními a na vrcholové úrovni nabízí odměny dosahující výdělků špičkových fotbalistů nebo golfistů. Je třeba si uvědomit, že stejně jako ve fotbale se na samotný vrchol propracuje opravdu jen hrstka těch nejlepších hráčů.
Mezi nejlepší a nejznámější hráče pokeru na světě patří například Phil Ivey, Phil Hellmuth, Chris Ferguson, Gus Hansen, Daniel Negreanu, Doyle Brunson.[zdroj⁠?!]
Phil Ivey se angažuje především ve vysokolimitních hrách o peníze. Přesto dosáhl významných úspěchů i v turnajovém pokeru. Jeho počet účastí na finálovém stole World Poker Tour se blíží 10 a jednou podnik této série dokonce vyhrál. I když je přirovnáván k Tigerovi Woodsovi pokeru, sám o sobě tvrdí, že nikdy nedosáhne takové dominance v pokeru, jako to dokázal Tiger v golfu. V pokeru je totiž stále významný faktor náhody, a tak i ten nejlepší hráč občas prohraje.
V Česku v roce 2011 byli nejznámější série v živém turnajovém pokeru Česká pokerová tour, kterou přenáší program ČT4 sport, a Celebrity poker tour.